# Beschaffung (Nachrichtendienst)
Beschaffung bezeichnet bei einem Nachrichtendienst die Tätigkeit des gezielten Sammelns und Gewinnens von Informationen, um diese auszuwerten und Erkenntnisse zu gewinnen. Diese Tätigkeit kann im weiteren Sinne des Begriffs sowohl offen als auch heimlich mit nachrichtendienstlichen Mitteln und Methoden erfolgen. Im engeren Sinne bezeichnet der Begriff nur die verdeckte Informationsgewinnung nach nachrichtendienstlichen Grundsätzen.
Neben der Tätigkeit werden auch die mit dieser Aufgabe betrauten Organisationseinheiten in einem Nachrichtendienst als „Beschaffung“ bezeichnet. Die mit dieser Arbeit beauftragten Personen nennt man auch „Beschaffer“. Das nachrichtendienstliche Gegenstück der Beschaffung ist die Auswertung.